# زماجو ساجادين
زماجو ساجادين (بالسلوفينية: Zmago Sagadin)‏ مواليد 1 نوفمبر 1952 في تسليه، جمهورية يوغوسلافيا الاشتراكية الاتحادية، هو مدرب كرة سلة سلوفيني ولاعب سابق. بدأ مسيرته الاحترافية في سنة 1974. يبلغ طوله 6 قدم 3 بوصة (1.9 م).

## المسيرة الاحترافية
لعب مع نادي أوليمبيا لكرة السلة من سنة 1985 إلى 1995، ثم لعب مع نادي أوليمبيا لكرة السلة من سنة 1996 إلى 2002، ثم لعب مع نادي أوليمبيا لكرة السلة في موسم 2005–2006، ثم لعب مع ليتوفوس رايتس في موسم 2006–2007، ثم لعب مع نادي فوتسوافك لكرة السلة في سنة 2008.